# 真ダッシュ!四駆郎
『真ダッシュ!四駆郎』（しんダッシュよんくろう）は徳田ザウルスによる少年漫画。ポスターおよびチラシのみの連載としてのみ存在する。同時連載として『風のレーサー俠 外伝』があり、チラシ連載では両面刷でミニ四駆キットの中に同封されていた。

## 概要
『ダッシュ!四駆郎』の新シリーズという形で、全国の模型店に張られるポスター上での連載が始まった。毎回、見開きで2ページ分が1回の話として掲載され、物語が展開した。
全17話だが、作者没時点で最後に発表されたNo.17で話が完結しておらず、未完の作品となっている。
単行本は発行されていないが、『真ダッシュ!四駆郎』『風のレーサー侠 外伝』ともに、No.1 - No.8が「マグナムセイバー・ソニックセイバーミニ四駆BOOK」、No.8 - No.15が「トライダガーXミニ四駆BOOK」（いずれも小学館発行）にかなり縮小されたサイズで収録されている。また、2008年に発売された、皇帝（エンペラー）・超皇帝（スーパーエンペラー）・地平（ホライゾン）・大帝（グレートエンペラー）のミニ四駆スペシャルキットに、『真ダッシュ!四駆郎』のモノクロ縮刷版が数話ずつ封入された。
作中に登場したマシンのうち、S.S.S.（スーパー・シューティング・スター）、大地皇帝（ジオエンペラー）、コマンドザウルスの三台はキット化され、発売されている。

## あらすじ
「ダッシュ軍団（ウォリアーズ）」が皇快男児の呼びかけで再び集合し、ミニ四駆選手権・地区予選で戦った「ヘルス・キッズ」の監督が率いる新チーム「G・H・K（グレート・ヘルス・キッズ）」と新たな戦いを繰り広げる。
作中では舞台となった時期の詳細が明らかにされていないため、『黒い風（ブラックミストラル）編』の前後どちらの物語にあたるのかは不明。

## 登場人物

### ダッシュ軍団
- 監督：皇快男児
- メンバー：日ノ丸四駆郎・戸田弾九郎（タンクロー）・南進駆郎・パンクロー・皇輪子・源太・鬼堂院陣（No.15より登場）

### G・H・K（グレート・ヘルス・キッズ）
- 監督：アゴ山監督（本名不明）
- メンバー：大道将志・諸星兄弟5人

## 登場マシン

### ダッシュ軍団サイド
ダッシュ-03 S.S.S.（スーパー・シューティング・スター）
使用者：南進駆郎
シューティングスターに変わるニューマシンとして皇快男児により製作された。
ダッシュ-04 C.B.ウェイル（キャノン・ボール・ウェイル）
使用者：パンクロー
キャノンボールに変わるニューマシンとして皇快男児により製作された。
ダッシュ-05 D.D.D.（デイム・ザ・ダンシングドール）
使用者：皇輪子
ダンシングドールに変わるニューマシンとして皇快男児により製作された。
ダッシュ・コンバイン
以下の四台から構成される合体マシン。いずれも製作者は不明。
大地皇帝（ジオエンペラー）
使用者：日ノ丸四駆郎
ダッシュ・コンバインでは左の車輪部分に位置する。
原始皇帝コアタンク（プロトエンペラーコアタンク）
使用者：鬼堂院陣
ダッシュ・コンバインでは車体中央部分に位置する、キャタピラが付いたマシン。
超太陽（ブレイジングサン）
使用者：戸田弾九郎
ダッシュ・コンバインでは右の車輪部分に位置する。
コマンドザウルス
使用者：源太
ダッシュ・コンバインでは車体中央の上部に位置する。

### G・H・K（グレート・ヘルス・キッズ）サイド
12輪合体マシン（正式名称不明）
ワイルドミニ四駆（正式名称不明）
使用者：大道将志
レーサーミニ四駆（正式名称不明）
使用者：諸星兄弟の5人